# SBB Re 4/8 311
Der Triebwagen Re 4/8 311 war ein zweiteiliger Triebwagen der SBB. Er entstand nach einem Brand aus dem Triebwagen Re 8/12 501.

## Vorgeschichte
Am frühen Morgen des 14. August 1939 geriet der Triebwagen Re 8/12 501 – eineinhalb Jahre nach Inbetriebsetzung – im Depot Rorschach in Brand. Da der Zug nicht ins Freie gefahren werden konnte, erlitt er schwere Schäden. Diese waren bei einem Endwagen so schwer, dass mit vertretbarem Aufwand nur noch ein Zweiwagenzug wiederaufgebaut werden konnte. Am Mittelwagen wurde deshalb auf der Seite des kleinen Personenabteils ein neu erstellter Führerstand angebaut. Die Drehgestelle konnten nicht mehr verwendet werden und wurden deshalb in gleicher Bauweise neu gebaut. Die Triebdrehgestelle wurden unter den Führerständen eingebaut, sodass zwei gleiche Triebwagenteile mit der Achsanordnung 2/4 entstanden. Im Triebwagen I wurden belassen:
- Stromabnehmer
- Dachsicherung
- Transformator mit Steuerung

Das Übersetzungsverhältnis wurde von 1:2.64 auf 1:3.17 geändert. Die Höchstgeschwindigkeit änderte sich dabei von 150 km/h auf 125 km/h. Dadurch erhöhte sich die Drehzahl der Motoren und deshalb auch die Eigenventilation. Damit war der Einsatz des Triebwagens auch auf steileren Strecken möglich. Der Umbau wurde durch die Hauptwerkstätte Zürich durchgeführt. Wegen der zunehmenden Materialknappheit konnte der Zug erst im September 1941 wieder in Betrieb genommen werden.

## Anmerkung zur Namenskonvention
Der beschriebene Triebwagen wurde mehrfach umbezeichnet. Der Titel dieses Artikels verwendet die Bezeichnung zum Zeitpunkt der Inbetriebsetzung.